# オクラホマ州立大学システム
オクラホマ州立大学システム（Oklahoma State University System、略称: OSUシステム）は、アメリカ合衆国オクラホマ州にある6つの教育機関で構成されるオクラホマ州立大学群。4つの普通大学と2つの医学系機関から成る。旗艦校はスティルウォーターにあるオクラホマ州立大学。

## オクラホマ州立大学システムの一覧

### 普通大学
- オクラホマ州立大学（スティルウォーター）
- オクラホマ州立工科大学（英語版）（オクマルギー（英語版））
- オクラホマ州立大学オクラホマシティ校（英語版）（オクラホマシティ）
- オクラホマ州立大学タルサ校（英語版）（タルサ）

### 医学系機関
- オクラホマ州立大学ヘルスサイエンスセンター（英語版）（タルサ）
- オクラホマ州立大学メディカルセンター（英語版）（タルサ）